# Sergio De Luca (dirigente)
Sergio De Luca (Zungoli, 3 settembre 1950) è un dirigente d'azienda italiano,ex Presidente di  Ansaldo STS ed ex Direttore Generale Operations  di Finmeccanica SpA .

## Biografia
Si laurea in Ingegneria elettrotecnica presso il Politecnico di Torino.
Inizia la sua collaborazione con il Gruppo Finmeccanica SpA nel 1975 in Ansaldo - Società Generale Elettromeccanica.
Nel 1996 entra in Ansaldo Segnalamento Ferroviario e ne diventa Amministratore delegato nel 1998.
Nel 2007 diventa Amministratore delegato di Ansaldo STS S.p.A. Dal 2006 al 2008 è stato anche Amministratore delegato di Ansaldo Trasporti Sistemi Ferroviari.
Nel dicembre 2013 viene nominato Direttore Generale Operations di Finmeccanica, con validità dal primo gennaio e Presidente di Ansaldo STS, cariche che detiene fino al 2015, anno in cui va in pensione. 